# エージェントファミリー〜我が家の特殊任務〜
『エージェントファミリー〜我が家の特殊任務〜』（エージェントファミリー〜わがやのとくしゅにんむ〜）は、2021年3月22日（21日深夜）の1時 - 1時59分に、カンテレで放送されたテレビドラマ（関西ローカル）。主演は中村ゆりか。
日本に潜入した血の繋がりのない某国のスパイたちが疑似家族を演じ、祖国から伝令されたミッションを遂行する姿を描くアクションコメディー。

## キャスト

### 佐藤家
日本に潜入した某国のスパイチームが演じる疑似家族。スパイの間に血の繋がりはない。
佐藤みなみ（さとう みなみ）
演 - 中村ゆりか
佐藤家のひとり娘。その正体は格闘術に秀でた某国の新人スパイ。
家政婦兼娘の家庭教師として上杉家に潜入する。「食べるラー油」が大好物。
佐藤俊夫（さとう としお）
演 - 小市慢太郎
みなみの父。その正体は通信・諜報工作に秀でた某国のスパイ。チームのリーダー。階級は少佐。
スパイ活動で接触した上杉家に思い入れを持ち、規律違反を犯したみなみを叱責する。
佐藤しのぶ（さとう しのぶ）
演 - 真飛聖
みなみの母。その正体は狙撃に秀でた某国のスパイ。階級は大尉。
過去に規律違反を犯した息子役・娘役のスパイたちを処分している。

### 上杉家
父と娘の父子家庭。母は3年前に臓器不全で病死している。
上杉晴夏（うえすぎ はるか）
演 - 伊藤万理華
女子高生。臓器研究で母を助けられなかった父・信也への反抗心から非行に走り不登校となる。
不登校だが自習でトップクラスの大学を入試判定模試でAランクを記録するなど成績は優秀。
上杉信也（うえすぎ しんや）〈46〉
演 - 赤ペン瀧川
晴夏の父。医療機器メーカーKMBの新型人工臓器開発の研究者。
妻の治療で借金を抱えていたため、柏葉から金銭を受け取り彼の不正を黙認していた。

### KMB（カシマ・メディカル・バイオニクス）
人工臓器を研究開発している医療機器メーカー。
柏葉毅〈57〉
演 - 飯田基祐
信也の上司。開発研究顧問。
暴力団員の大河原を買収し、KMBの医療機器と医薬品を充城組に横流して不正な利益を上げていた。
信也から人工臓器の研究データを提出させるため大河原に彼の娘・晴夏の誘拐を指示する。

### 充城組
大河原譲二〈42〉
演 - 栗田政明
若頭。柏葉からKMBの医療機器と医薬品の横流しを受け、不正売買で利益を上げていた。
晴夏を誘拐し人質にして、信也から人工臓器の研究データを提出させようとする。

### その他
足立里子
演 - 阿南敦子
佐藤家の隣人。その正体は佐藤家を監視する某国のスパイであった。

## スタッフ
- 脚本 - 古家和尚
- 演出 - 白木啓一郎（カンテレ）
- プロデュース - 河西秀幸（カンテレ）、米田孝（カンテレ）
- 製作著作 - カンテレ